# Tầng Hauterive
| Hệ/ Kỷ                                | Thống/ Thế   | Bậc/ Kỳ    | Tuổi (Ma) | Tuổi (Ma) |
| ------------------------------------- | ------------ | ---------- | --------- | --------- |
| Paleogen                              | Paleocen     | Đan Mạch   | trẻ hơn   | trẻ hơn   |
| Creta                                 | Thượng /Muộn | Maastricht | 66.0      | 72.1      |
| Creta                                 | Thượng /Muộn | Champagne  | 72.1      | 83.6      |
| Creta                                 | Thượng /Muộn | Santon     | 83.6      | 86.3      |
| Creta                                 | Thượng /Muộn | Cognac     | 86.3      | 89.8      |
| Creta                                 | Thượng /Muộn | Turon      | 89.8      | 93.9      |
| Creta                                 | Thượng /Muộn | Cenoman    | 93.9      | 100.5     |
| Creta                                 | Hạ/Sớm       | Alba       | 100.5     | ~113.0    |
| Creta                                 | Hạ/Sớm       | Apt        | ~113.0    | ~125.0    |
| Creta                                 | Hạ/Sớm       | Barrême    | ~125.0    | ~129.4    |
| Creta                                 | Hạ/Sớm       | Hauterive  | ~129.4    | ~132.9    |
| Creta                                 | Hạ/Sớm       | Valangin   | ~132.9    | ~139.8    |
| Creta                                 | Hạ/Sớm       | Berrias    | ~139.8    | ~145.0    |
| Jura                                  | Thượng /Muộn | Tithon     | già hơn   | già hơn   |
| Phân chia kỷ Creta theo ICS năm 2017. |              |            |           |           |

Tầng Hauterive trong niên đại địa chất là kỳ giữa của thế Creta sớm, và trong thời địa tầng học thì nó là bậc giữa của thống Creta dưới. Kỳ Hauterive tồn tại từ ~ 132.9 Ma đến 129.4 Ma (Ma: Megaannum, triệu năm trước).
Kỳ Hauterive kế tục kỳ Valangin, và tiếp sau là kỳ Barrême, đều của cùng thế Creta sớm.

## Địa tầng
Tầng Hauterive được nhà địa chất học Eugène Renevier người Thụy Sĩ lập ra năm 1873. Tầng được đặt tên theo thị trấn Hauterive của Thụy Sĩ tại bờ Hồ Neuchâtel
Đáy tầng Hauterive được xác định là vị trí trong cột địa tầng nơi chi ammonite Acanthodiscus xuất hiện đầu tiên. Hồ sơ tham chiếu cơ sở (GSSP) đã được Liên hiệp Khoa học Địa chất Quốc tế (IUGG) chính thức phê chuẩn tháng 12 năm 2019 có vị trí tại La Charce, Pháp. Đỉnh của Hauterive (đáy của tầng Barrême) là nơi xuất hiện đầu tiên của các loài ammonit Spitidiscus hugii.
Trong đại dương Tethys, tầng Hauterive chứa bảy đới sinh vật ammonit:
- Đới Pseudothurmannia ohmi
- Đới Balearites balearis
- Đới Plesiospitidiscus ligatus
- Đới Subsaynella sayni
- Đới Lyticoceras nodosoplicatus
- Đới Crioceratites loryi
- Đới Acanthodiscus radiatus

## Cổ sinh

### Chim
| Đơn vị phân loại | Hiện diện                           | Vị trí                                         | Mô tả | Hình ảnh |
| ---------------- | ----------------------------------- | ---------------------------------------------- | ----- | -------- |
| - Gallornis      | Còn bàn cãi Kỳ Berrias-Kỳ Hauterive | Auxerre, Yonne, Pháp                           |       |          |
| - Iberomesornis  | Kỳ Hauterive đến Kỳ Barrême         | Hệ tầng La Huérgina, Castilla-la-Mancha, Spain |       |          |

### Crocodylomorpha
| Đơn vị phân loại                    | Hiện diện | Vị trí  | Mô tả                                                                         | Hình ảnh |
| ----------------------------------- | --------- | ------- | ----------------------------------------------------------------------------- | -------- |
| - Machimosaurus - Machimosaurus rex |           | Tunisia | Một Teleosauridae và một trong những Thalattosuchia lớn nhất từng sống        |          |
| - Sarcosuchus - Sarcosuchus hartti  |           | Brazil  | Một Tethysuchia Neosuchia. Một trong những crocodylomorph lớn nhất từng sống. |          |

### †Ornithischia
| Đơn vị phân loại | Hiện diện | Vị trí                  | Mô tả           | Hình ảnh |
| ---------------- | --------- | ----------------------- | --------------- | -------- |
| - Psittacosaurus |           |                         |                 |          |
| - Valdosaurus    |           | Isle of Wight, Anh Quốc | Một dryosaurida |          |

### Thú (mammals)
| Đơn vị phân loại | Hiện diện                               | Vị trí               | Mô tả | Hình ảnh |
| ---------------- | --------------------------------------- | -------------------- | ----- | -------- |
| - Eobaatar       | Một số loài từ Kỳ Hauterive đến Kỳ Alba | Tây Ban Nha, Mông Cổ |       |          |

### †Plesiosauria
| Đơn vị phân loại | Hiện diện | Vị trí | Mô tả | Hình ảnh |
| ---------------- | --------- | ------ | ----- | -------- |
| - Leptocleidus   |           |        |       |          |

### †Pterosauria
| Đơn vị phân loại    | Hiện diện                            | Vị trí   | Mô tả | Hình ảnh |
| ------------------- | ------------------------------------ | -------- | ----- | -------- |
| - Amblydectes       | Kỳ Berrias-Kỳ Alba                   | Anh Quốc |       |          |
| - Dendrorhynchoides | Còn bàn cãi, một số cho là Kỳ Tithon |          |       |          |

### †Sauropoda
| Đơn vị phân loại | Hiện diện | Vị trí | Mô tả | Hình ảnh |
| ---------------- | --------- | ------ | ----- | -------- |
| - Aragosaurus    |           |        |       |          |
| - Histriasaurus  |           |        |       |          |

### †Theropoda không bay
| Đơn vị phân loại | Hiện diện                   | Vị trí                                              | Mô tả | Hình ảnh |
| ---------------- | --------------------------- | --------------------------------------------------- | ----- | -------- |
| - Harpymimus     | Kỳ Hauterive đến Kỳ Barrême | Hệ tầng Shinekhudug, Eastern Gobi province, Mông Cổ |       |          |
| - Kinnareemimus  | Kỳ Valangin đến Hauterive   | Thái Lan                                            |       |          |
| - Ligabueino     |                             |                                                     |       |          |
| - Siamotyrannus  | Kỳ Berrias đến Kỳ Barrême   | Hệ tầng Sao Khua, Thái Lan                          |       |          |

### †Ammonit
| Đơn vị phân loại | Hiện diện | Vị trí    | Mô tả | Hình ảnh |
| ---------------- | --------- | --------- | ----- | -------- |
| - Abrytasites    |           | Czech     |       |          |
| - Acanthodiscus  |           | Argentina |       |          |